# New Burnside (Illinois)
New Burnside est un village du comté de  Johnson dans l'Illinois, aux États-Unis,. Situé au nord-est du comté, il est incorporé le 10 novembre 1879.

## Démographie
Lors du recensement de 2010, le village comptait une population de 211 habitants. Elle est estimée, en 2016, à 214 habitants.

## Source de la traduction
- (en) Cet article est partiellement ou en totalité issu de l’article de Wikipédia en anglais intitulé « New Burnside, Illinois » (voir la liste des auteurs).